# Medusanthera papuana
Medusanthera papuana là một loài thực vật có hoa trong họ Stemonuraceae. Loài này được (Becc.) R.A. Howard mô tả khoa học đầu tiên năm 1940.